# Schizonycha ruandana
Schizonycha ruandana är en skalbaggsart som beskrevs av Louis Burgeon 1946. Schizonycha ruandana ingår i släktet Schizonycha och familjen Melolonthidae. Inga underarter finns listade i Catalogue of Life.